# Portugiesische Galeere
|  | Dieser Artikel wurde aufgrund von formalen oder inhaltlichen Mängeln in der Qualitätssicherung Biologie im Abschnitt „Nesseltiere“ zur Verbesserung eingetragen. Dies geschieht, um die Qualität der Biologie-Artikel auf ein akzeptables Niveau zu bringen. Bitte hilf mit, diesen Artikel zu verbessern! Artikel, die nicht signifikant verbessert werden, können gegebenenfalls gelöscht werden. Lies dazu auch die näheren Informationen in den Mindestanforderungen an Biologie-Artikel. Begründung: Taxonomie verändert mit Auswirkungen auf den gesamten Artikel |

Die Portugiesische Galeere (Physalia physalis), englisch Atlantic Portuguese man o’ war, auch Floating Terror oder Bluebottle, wurde bisher für die einzige Art aus der Gattung der Seeblasen (Physalia) gehalten, die zu den Staatsquallen (Siphonophorae) gezählt wird. Eine kleinere Form wird gelegentlich auch als Physalia utriculus bezeichnet, diese zusätzliche Unterteilung wurde bisher vom WoRMS nicht akzeptiert. Eine neue Studie zeigt jedoch auf Grundlage umfangreicher Daten zur Verbreitung, Morphologie und Genetik, dass es sich tatsächlich um vier verschiedene Arten handelt: Physalia physalis, P. utriculus, P. megalista, und P. minuta. Die Tentakel erzeugen beim Kontakt mit Menschen Quaddeln und in der Regel starke Schmerzen.

## Aufbau des Tieres
Die äußere Erscheinungsform der Portugiesischen Galeere ähnelt zwar stark einer Qualle, tatsächlich besteht sie jedoch aus einer ganzen Kolonie voneinander abhängiger Polypen. Eine Vielzahl Polypen schließt sich zusammen, deren Einzeltiere sich nach und nach auf bestimmte Aufgaben wie Nahrungsaufnahme, Fortpflanzung, Abwehr oder die Ausbildung von Fangfäden spezialisieren. Dies führt schließlich dazu, dass die Individuen einzeln nicht mehr lebensfähig, sondern auf den Zusammenschluss mit anderen Polypen angewiesen sind.

## Vorkommen
Die Portugiesische Galeere ist eine typische Art des Pleustons, der auf der Wasseroberfläche treibenden und mit dem Wind verdriftenden Organismen. Sie findet sich in erster Linie im Pazifik, aber auch vor den Kanaren und vor Portugal. Sie ist zudem in der Karibik verbreitet, etwa vor der Küste Kubas.
Anfang Mai 2009 waren vor den spanischen Baleareninseln Mallorca und Formentera erstmals seit einem Jahrzehnt wieder Exemplare an den Küsten aufgetaucht. Die Inselbewohner nennen diese „Carabela portuguesa“ auch „Botella azul“ (dt. blaue Flasche). 2001, im Juni 2010 und im Mai 2018 kam es auch in dem Inselarchipel von Malta zu Sichtungen. Im August 2010 wurde ein gehäuftes Vorkommen der Portugiesischen Galeere an der nordspanischen Atlantikküste im Baskenland und in Kantabrien beobachtet. Im April 2018 wurden mehrere Exemplare am Strand von Migjorn (Süd-Küste) von Formentera gesichtet und der Strand für Schwimmer gesperrt. Im Frühjahr 2019 wurden Portugiesische Galeeren auch auf Madeira und den Azoren gesichtet, und im Oktober desselben Jahres sogar vor Kerry in Irland.
Hauptgründe für das verstärkte Auftreten von Quallen im Allgemeinen ist zum einen die Überfischung der Thunfische, der Temperaturanstieg der Meere sowie größeres Nahrungsangebot durch Überdüngung, was zu verstärktem Algenwachstum führt.

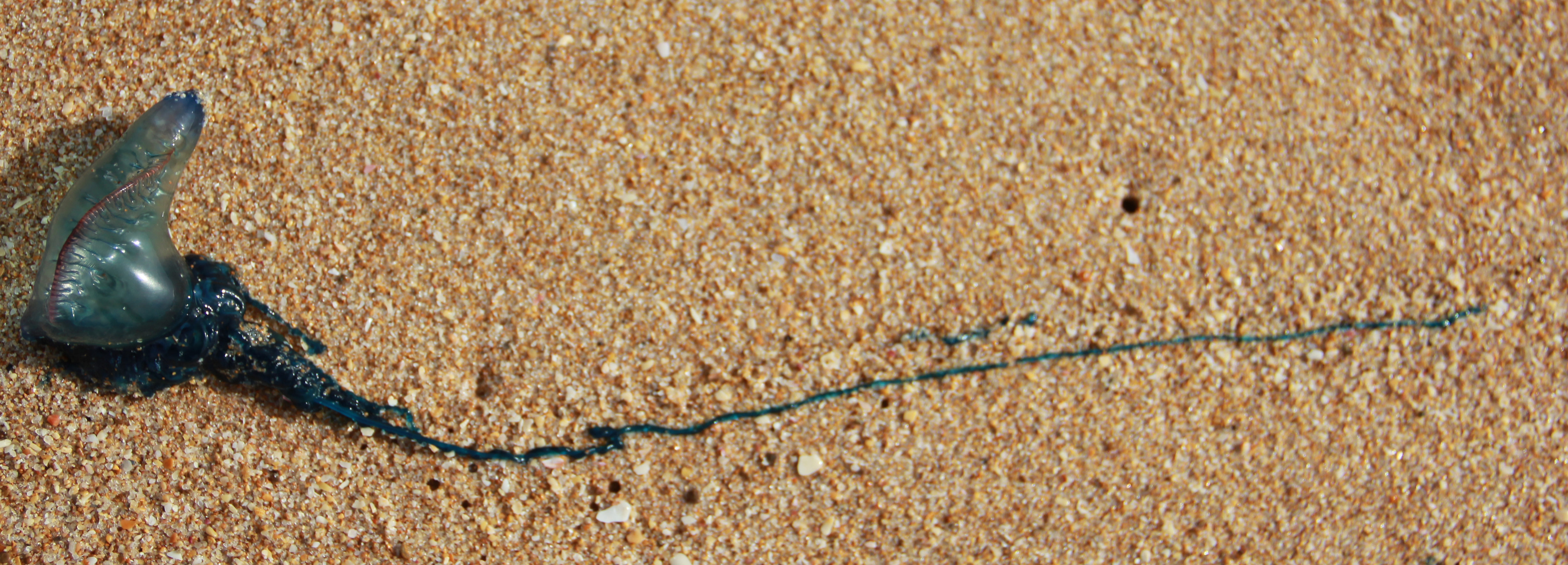
Exemplar am Strand
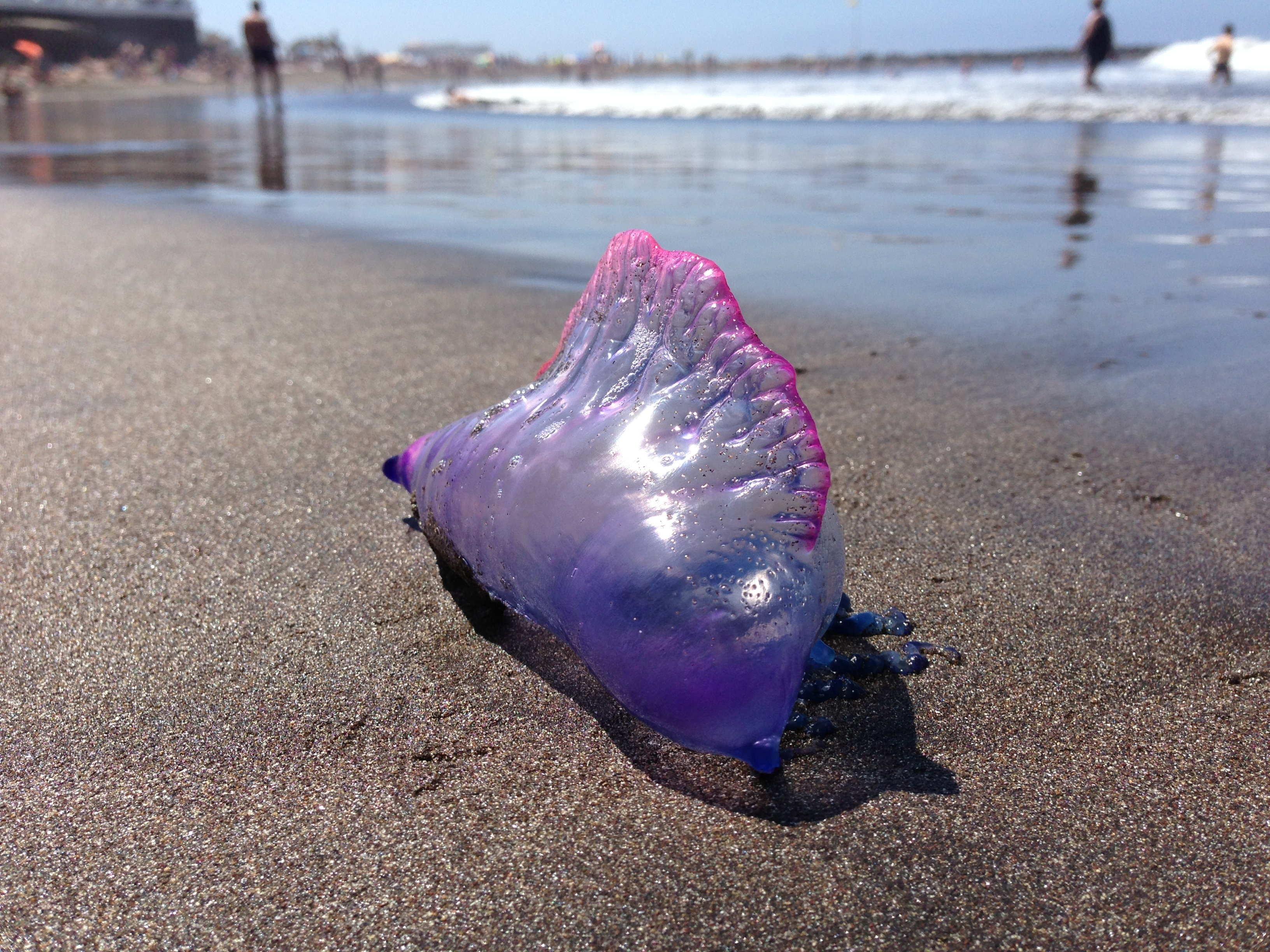
Schwimmblase
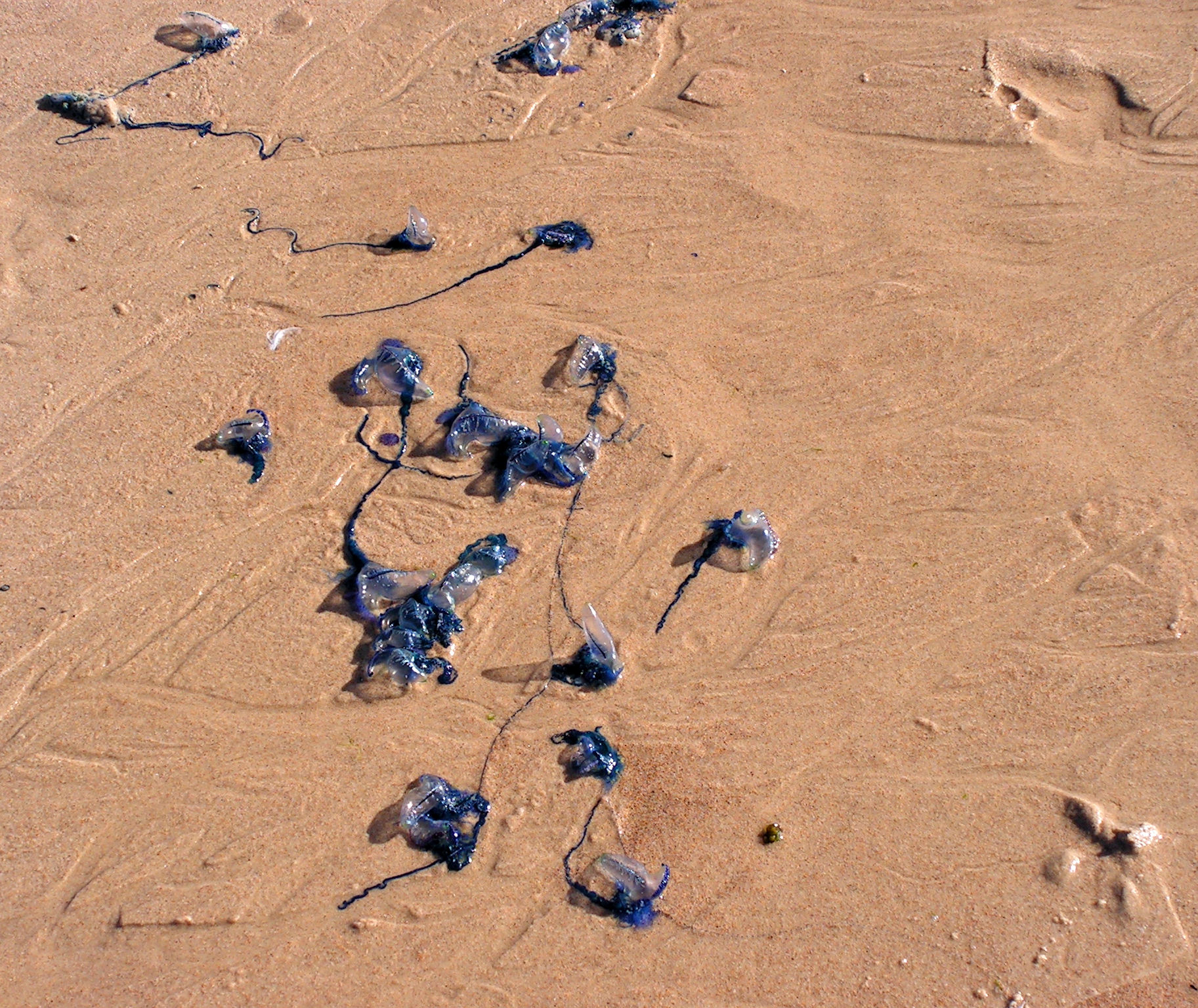
Mehrere Exemplare in Maroubra Beach, Australien
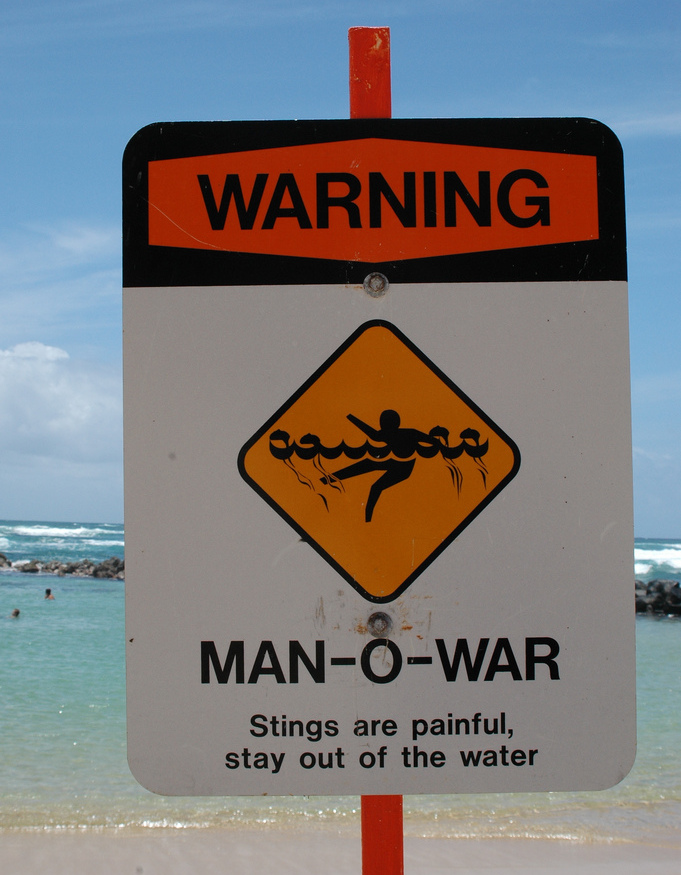
Warnschild
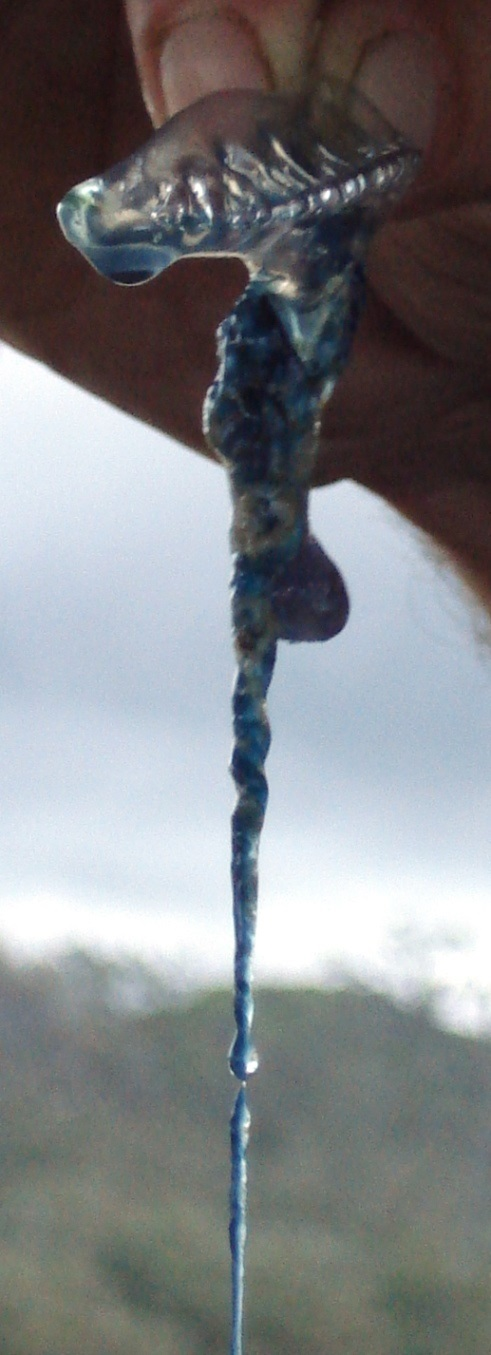
Exemplar an Fingerspitzen (als Vergleich) gehalten

## Aussehen und Erkennungsmerkmale
Die bläulich schimmernde bis 30 cm messende sackförmige Gasblase (Pneumatophore) sorgt für den Auftrieb. Sie ist gefüllt mit einem Gasgemisch bestehend aus durch die Haut diffundierter Umgebungsluft und in einer „Gas-Drüse“ aus Alpha-Aminosäure L-Serin selbst hergestelltem Kohlenstoffmonoxid. Die Mengenanteile sind je nach Fundort der untersuchten Exemplare variabel. Der Sauerstoffgehalt liegt bei 13–20 % und der Kohlenstoffmonoxidgehalt bei 0–13 %, wobei der Anteil von Kohlenstoffmonoxid bei Individuen im nativen subtropischen Habitat gegenüber jenen in kühleren Regionen höher liegt.
Bei Gefahr kann das Tier die Gasblase leeren und so innerhalb von Sekunden abtauchen. Das kammähnliche Segel wird nur bei Wind aufgerichtet, sonst würde die Portugiesische Galeere austrocknen. Während der Drift schaukelt sie immer wieder nach rechts und links, um sich feucht zu halten. Durch Steuerung ihrer Fangarme kann sie gerade soviel manövrieren, dass ihre Großverbände von mehreren tausend Exemplaren zusammen bleiben. Die zahlreichen blauen, weißen oder rotvioletten Tentakel sind bis zu 50 Meter lang.

## Gift

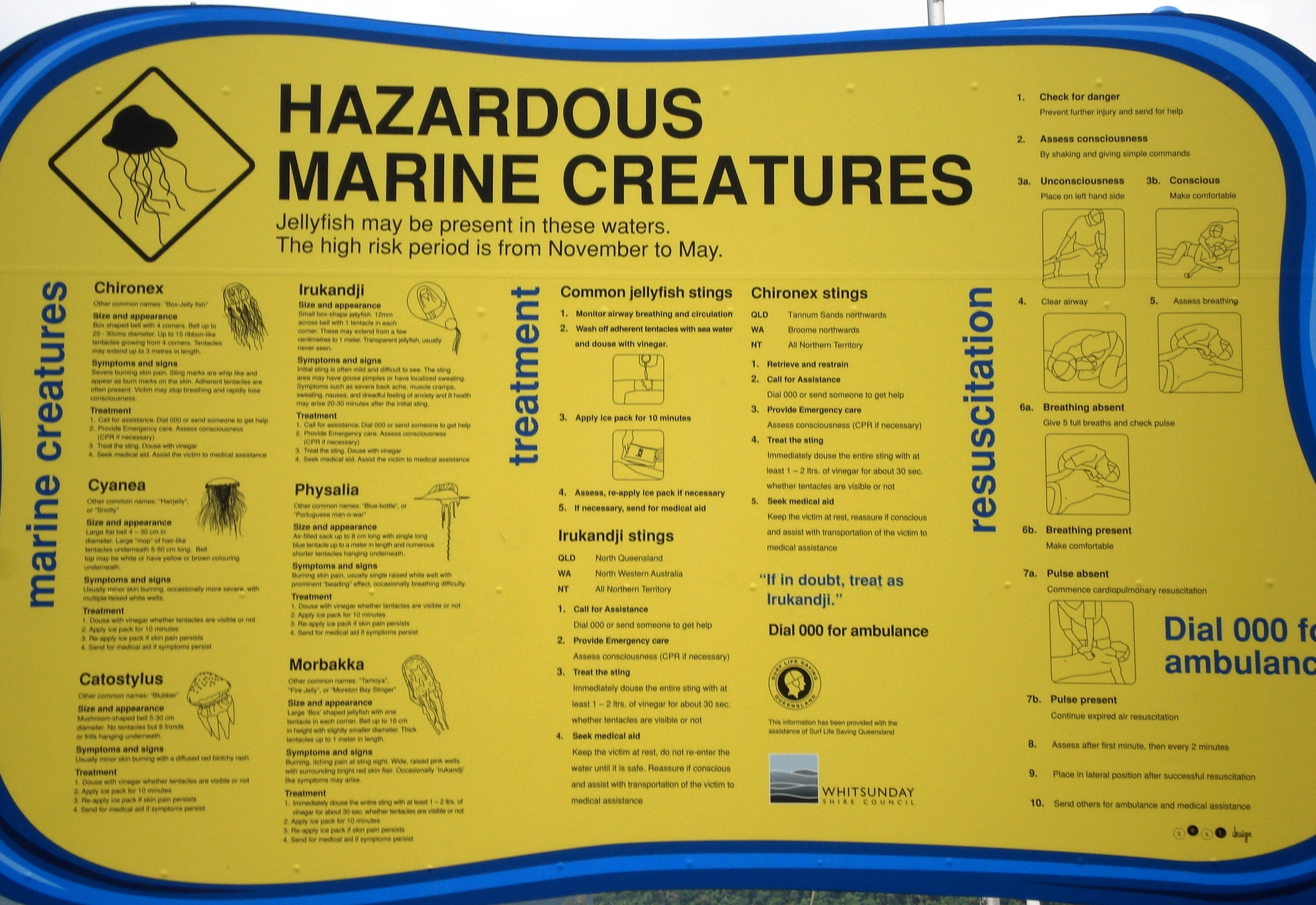
Informationstafel zu giftigen Quallen (u. a. Physalia) und der Behandlung (in Australien)

An den Tentakeln finden sich bis zu 1000 Nesselzellen pro Zentimeter, die ein Giftgemisch aus verschiedenen Proteinen enthalten. Dieses wirkt schon bei Hautkontakt direkt an den Nervenzellen, wo es zu einer Übererregung führt. Das Gift kann kleinere Fische und andere Beutetiere töten. Bei Menschen verursacht die Nesselung starke Schmerzen. Auf der Haut hinterlässt der Kontakt mit den Tentakeln rote Quaddeln, die an einen Peitschenhieb erinnern. Die Quaddeln verschwinden erst nach zwei oder drei Tagen, der Schmerz lässt nach rund einer Stunde nach. Das Gift kann jedoch auch die Lymphknoten erreichen, wo es noch größere Schmerzen verursacht.
Ein gesunder Erwachsener übersteht „Verbrennungen“ durch die Qualle ohne Lebensgefahr. Bei geschwächten Menschen oder Allergikern besteht die Gefahr eines allergischen Schocks, der tödlich enden kann. Todesfälle sind ausgesprochen selten und mitunter zudem wohl in Wahrheit einem Kontakt mit der wesentlich gefährlicheren Seewespe zuzuschreiben. Medizinische Ratgeber empfehlen, einen Arzt aufzusuchen, wenn der Schmerz sehr stark ist oder länger anhält, die Wunden sich verschlimmern, oder wenn Krankheitsgefühle oder Entzündungssymptome auftreten.
Abgerissene Tentakel enthalten noch Nesselzellen. Die Nesselzellen bleiben noch mehrere Tage lang aktiv und gefährlich, wenn Quallen am Strand angespült werden.

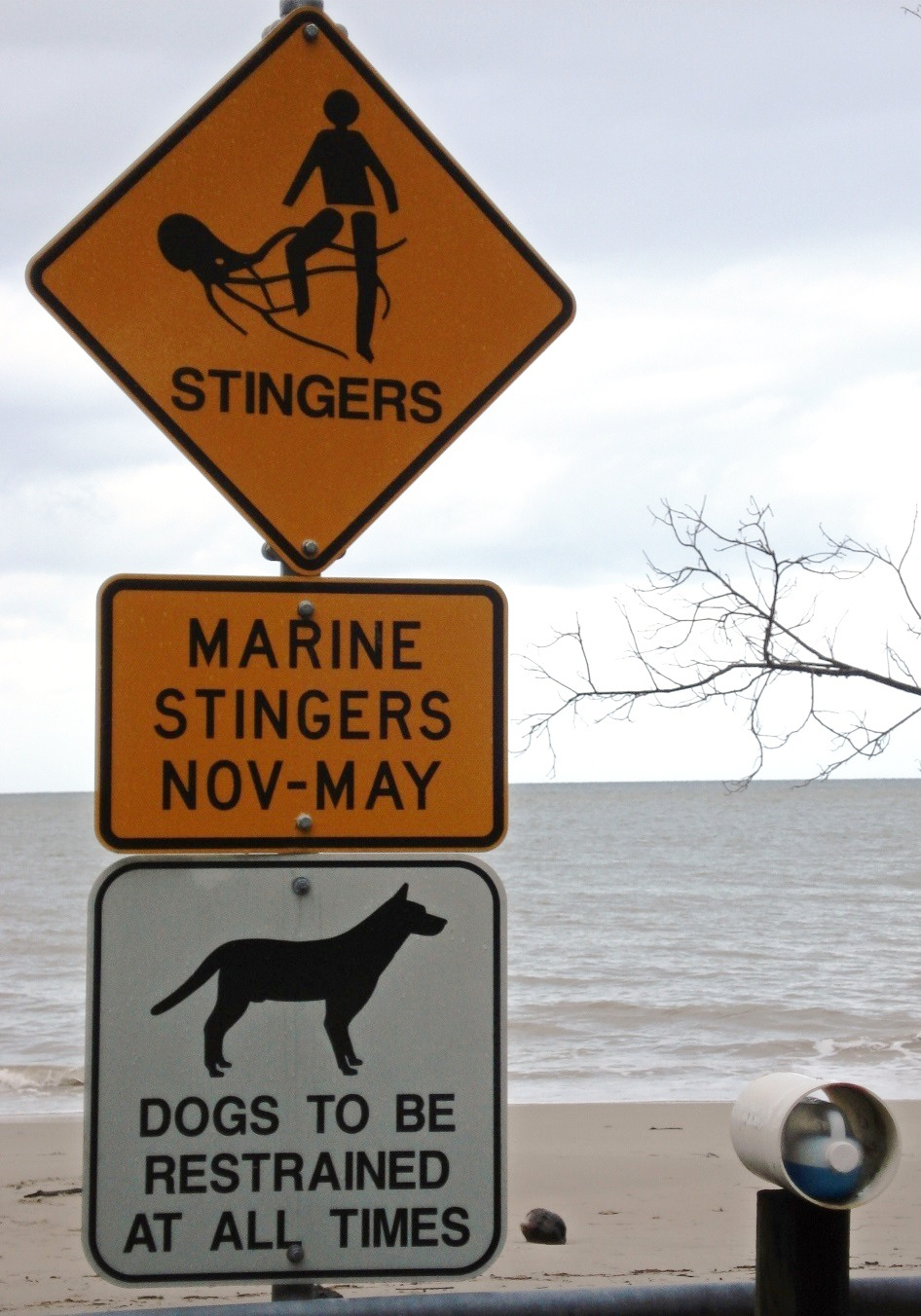
Warnschild vor Quallen („Marine Stingers“) im Wasser (in Queensland / Australien) – rechts daneben (im Rohr) liegt Essig zur Erstbehandlung bereit

Manche Medizinische Ratgeber empfehlen außerdem, die Stiche in keinem Fall mit Essig oder Süßwasser auszuwaschen, andere Quellen empfehlen Essig zur Beruhigung der Haut. In jedem Fall wird empfohlen mit Salzwasser die Überreste der Tentakel vorsichtig zu entfernen. Dabei sollten die Tentakel nicht berührt werden, weil sie weiter nesseln können. Heißes Wasser über 45 °C lässt die Proteine des Gifts denaturieren. Behandelt wird mit Zinkgluconat.

## Taxonomie
Die Taxonomie der Portugiesischen Galeere wurde bereits wiederholt, im 18. und im 19. Jahrhundert diskutiert, jedoch wurde keine abschließende Einigung erreicht und weitere Arten bisher nicht akzeptiert. Dieser Umstand wurde in einer neuen Studie in Zusammenarbeit von Wissenschaftlern der Yale University, der University of New South Wales und der Griffith University auf Grundlage von umfangreichen Daten geändert. Unter anderem wurden genetische Analysen mit Material von 151 Individuen durchgeführt. Die Ergebnisse werden sowohl von morphologischen Daten als auch den Fundorten gestützt. 
Die Ergebnisse der Studie zeigen, dass die weite Verbreitung von Physalia zu der fehlerhaften Annahme führten, dass es sich um eine einzige große Population handelt, die über das gesamte Verbreitungsgebiet einen genetischen Austausch erfährt. Tatsächlich ist Physalia durch Meeresströmungen und Windsysteme in einzelne Population aufgetrennt, die keinen genetischen Austausch erfahren und sich so in verschiedene Arten aufspalten konnten, wie die Autoren der Studie in einer Pressemitteilung ausgeführt haben.
Selbst dort, wo sich die Verbreitungsgebiete überschneiden, konnte keine Hybridisierung festgestellt werden. Dieser Umstand lässt jedoch noch Fragen offen welche Mechanismen zur Aufspaltung der australischen Arten geführt haben.
Die neuen Erkenntnisse sind nicht nur von rein wissenschaftlicher Bedeutung, sondern können langfristig dazu dienen, um genauere Muster im Auftreten der Tiere zu erkennen, um dadurch den Kontakt zu Menschen und daraus resultierende Unfälle zu vermeiden.

## Feinde und Symbionten
Trotz ihres Nesselgifts hat die Portugiesische Galeere einige Feinde. Hierzu gehören die Unechte Karettschildkröte (Caretta caretta), die zu den Nacktkiemern gehörende pelagische Schnecke Glaucus atlanticus und die Veilchenschnecke (Janthina janthina). Auch Mondfische (Mola mola) fressen Portugiesische Galeeren.
Der Hirten- oder Quallenfisch (Nomeus gronovii) ist teilweise immun gegen das Gift der Portugiesischen Galeere. Er lebt zwischen ihren Tentakeln, weicht den größeren aus und frisst die kleineren unterhalb der Gasblase. Möglicherweise lockt er dadurch auch andere Fische an, die der Qualle als Nahrung dienen, was einer Symbiose gleichkäme. Auch die Stachelmakrele (Carangoides bartholomaei), engl. Yellow Jack, ein mäßig beliebter Speisefisch, der selbst giftig sein kann (Ciguatera-Toxin), lebt häufig als Symbiont rund um die Westindischen Inseln zwischen Schwärmen der Portugiesischen Galeere.